# Macedonio Alcalá
Macedonio Alcalá är en ort i Mexiko.   Den ligger i kommunen Santa María Jacatepec och delstaten Oaxaca, i den sydöstra delen av landet, 400 km sydost om huvudstaden Mexico City. Macedonio Alcalá ligger 92 meter över havet och antalet invånare är 194.
Terrängen runt Macedonio Alcalá är kuperad åt sydväst, men åt nordost är den platt. Runt Macedonio Alcalá är det ganska glesbefolkat, med 24 invånare per kvadratkilometer. Närmaste större samhälle är Ayotzintepec, 19,9 km sydväst om Macedonio Alcalá. I omgivningarna runt Macedonio Alcalá växer i huvudsak städsegrön lövskog.